# Groupe Urgo
Le Groupe Urgo (VivaSanté jusqu'en 2015) est une holding spécialisée dans le médical, propriétaire entre autres des Laboratoires Urgo, de Juvamine, d'Herbesan et de Mercurochrome.

## Histoire
En 1880, les Laboratoires Fournier sont fondées par Eugène Fournier et Pierre Bon, à Dijon. Sous la direction de Jean Le Lous, la marque Urgo est créée en 1958 et la société prend le nom de Laboratoire Urgo.
Dans les années 1980, Hervé Le Lous, fils de Jean, fonde les Laboratoires Juva Santé et en 1987 la marque Laboratoires Juvamine spécialisées dans le commerce de compléments alimentaires, notamment de vitamines, dont le site de production est localisée à Forbach à partir de 1993.
À la suite de la mort de Jean Le Lous en mars 2002, le groupe Fournier se restructure et se divise entre "Fournier Pharma", "Tilderm", "Plasto" et les "Laboratoires Urgo". Ces derniers sont rachetés par Hervé Le Lous alors directeur général du groupe et président de Juva Santé. Les sociétés sont alors regroupées au sein du groupe Vivasanté, qui devient en mai 2015 le Groupe Urgo.
Les nombreuses marques acquises au cours des années 1990 et 2000 par Hervé Le Lous reviennent à Urgo tels que Mercurochrome racheté en 1996, Marie Rose et Super Diet en 1997, ainsi que dans le segment des compléments alimentaires avec l’acquisition d’Herbesan, OM3 ou encore Alvityl en 2007. En 2008, il enrichit son portefeuille de marques avec l’alcool de menthe Ricqlès puis avec le charbon végétal de Belloc en 2009.
Le groupe se diversifie en prenant le contrôle de la société Fly-n-Sense,.
En 2019, les trois fils d'Hervé Le Lous, Briac, Tristan et Guirec, succèdent à leur père à la tête du groupe.

## Sociétés
Urgo MedicalLes Laboratoires Urgo développent les produits de cicatrisation pour les patients gravement blessés, brûlés, ou diabétiques et les marques suivantes : Urgo, Urgo K2 et Healico.
Urgo HealthCareDéveloppe une gamme de filmogels et de pansements hydrocolloïdes en plus de ses pansements historiques et les marques Alvityl (compléments alimentaires), Immunostim (ferments lactiques), Humer (produit contre le rhume ou sinusite).
Urgo Recherche Innovation et Développement (URID)Pôle de recherche et développement du groupe, localisée à Chenôve
Laboratoires Juva SantéDéveloppe les produits des marques Juvamine, Mercurochrome, Marie Rose, Esprit Bio, Intimy, Ricqlès, Eostra
Laboratoire Super DietCommercialise des aliments homogénéisés et diététiques

## Marques
Les produits phares de l'entreprise sont notamment Mercurochrome et Juvamine.
- Alvityl
- Belloc
- CicaManuka
- Comptoirs et Compagnies
- Eostra
- Esprit Bio
- Healico
- Herbesan
- Humer
- Humex
- Intimy
- Intimy Care
- Juvamine
- Marie Rose
- Mercurochrome
- Oligocéan
- OM3
- Ricqlès
- Superdiet
- Urgo
- Urgo K2